# テイン・バシャム
テイン・バシャム（Taine Basham、1999年11月2日 - ）は、ユナイテッド・ラグビー・チャンピオンシップドラゴンズに所属するラグビー選手。

## プロフィール
- ウェールズ・ポンティプール出身[1]。
- ポジションはフランカー(FL)、ナンバーエイト(No8)。
- 身長 183cm、体重 95kg
- U20ウェールズ代表に選ばれたことがある[2]。
- ウェールズ代表キャップは17（2024年2月現在）でラグビーワールドカップ2023のウェールズ代表に選ばれた[3]。

## 略歴
2017年、ドラゴンズに加入。